# Аранђел Исакович
Аранђел Исакович је лик из романа Сеобе Милоша Црњанског, брат главног лика и историјске личности према којој је и инспирисан роман.
У лику Аранђела Исаковича је представљен је изданак новог српског грађанског друштва. Предузимљиви, сувоњави и блудни трговац јареће брадице, немилосрдан у трговачким пословима, не бира средства за стицање богатства. Вредност и смисао живота види у стицању, а у имању сигурност, моћ и снагу. Упркос новцу и могућношћу да купи све што жели у себи носи осећај незадовољства и празнине.
Осећа нагон заустављања и сређивања судбине. Мрзи покрете и све који се стално сељакају за новцем, златом, богатством. С презиром гледа све који мисле на сеобе и тражи мир.
Аранђел према брату није осећао поштовање и не одобрава његов војнички позив. Са друге стране имао је и своје позитивне особине. Био је вешт трговац, упоран, самоуверен и достојанствен. Био је добар домаћин и цењен код сарадника, али и црквених људи јер је давањем великих прилога помагао цркву.
Он је свом брату Вуку нашао и невесту Дафину у коју се касније заљубио и за којом је годинама чезнуо, зато се и одселио из њиховог дома. У једном тренутку Аранђел и Дафина прелазе границе допуштеног понашања и чине прељубу у нади да ће осетити нешто другачије и нешто више, али одмах након тога осећају само празнину између њих. Она се убрзо разбољева и умире, а он и поред свог новца и моћи коју има не може да јој помогне. После њене смрти Аранђел схвата колико је волео и више није видео смисао живота без ње, а након братовљевог повратка из рата, изгубљен у стиду, закорачио је у још већу празнину, у нови бескрајни круг...
У ТВ серији Сеобе Аранђела Исаковича игра француски глумац Ришар Бери, а Дафину позната глумица Изабел Ипер.